# Keiji Nishitani
Keiji Nishitani (西谷 啓治 Nishitani Keiji, 27 de febrero de 1900 a 24 de noviembre de 1990) fue un filósofo japonés de la Escuela de Kioto y discípulo de Kitarō Nishida. En 1924 Nishitani recibió un Ph.D. de la Universidad de Kioto por su disertación "Das Ideale und das Reale bei Schelling und Bergson". Estudió con Martin Heidegger en Friburgo de 1937 a 1939.

## Carrera
Ocupó la cátedra principal de Filosofía y Religión en la Universidad de Kioto desde 1943 hasta convertirse en emérito en 1964. Luego enseñó filosofía y religión en la Universidad Universitytani. En varias ocasiones, Nishitani fue profesor visitante en los Estados Unidos y Europa.
Según James Heisig, después de que las autoridades de Ocupación de los Estados Unidos le prohibieran ocupar un cargo público en julio de 1946, Nishitani se abstuvo de ilustrar a la "conciencia social práctica para dirigirse a las ideas filosóficas y religiosas, prefiriendo pensar en la perspectiva del individuo en lugar de la reforma del orden social".
En Filósofos de la nada de James Heisig, Nishitani dice: "El problema fundamental de mi vida ... siempre ha sido, para decirlo simplemente, la superación del nihilismo a través del nihilismo".

## Pensamiento
Según la lectura de Heisig, la filosofía de Nishitani tenía una inclinación distintiva, religiosa y subjetiva, acercando a Nishitani a los existencialistas y místicos, especialmente a Søren Kierkegaard y Meister Eckhart, en lugar de a los eruditos y teólogos que apuntaban a la elaboración sistemática del pensamiento. Heisig argumenta además que Nishitani, "el estilista superior de Nishida", reunió orgánicamente la poesía, la religión, la literatura y la filosofía del zen en su trabajo para ayudar a sentar las bases difíciles para liberarse del idioma japonés, de manera similar a Blaise Pascal o Friedrich Nietzsche. Además, Heisig sostiene que, a diferencia de Nishida, que supuestamente se había centrado en la construcción de un sistema filosófico y que, hacia el final de su carrera, comenzó a centrarse en la filosofía política, Nishitani se centró en delinear un punto de vista "desde el cual podría iluminar una gama más amplia de temas ", y escribió más sobre temas budistas hacia el final de su carrera.  En obras como La religión y la nada, Nishitani se centra en el término budista sunyata (vacío / nada) y su relación con el nihilismo occidental. Para contrastar con la idea occidental de la nihilidad como la ausencia de sentido, sunyata se relaciona con la aceptación de anatta, uno de los Tres Entendimientos Correctos en el Noble Sendero Óctuple y el rechazo del ego para reconocer el Pratītyasamutpāda, para ser uno con el todo. Afirmando: "Todas las cosas que están en el mundo están unidas, de una manera u otra. Ninguna cosa surge sin relación alguna con cualquier otra cosa".
Sin embargo, Nishitani siempre se escribió y se entendió a sí mismo como un filósofo similar en espíritu a Nishida en la medida en que el maestro, siempre empeñado en los problemas fundamentales de la vida ordinaria, buscaba reavivar un camino transitado por los antiguos predecesores, sobre todo en la tradición zen. La lectura de Heisig de Nishitani como "existencialista" contrasta con la crítica de Nishitani del existencialismo, una crítica que caminó, en su orientación esencial, en los pasos de la "investigación del bien" de Nishida (Zen no Kenkyū).
Entre las muchas obras escritas por Nishitani en japonés, se encuentran los siguientes títulos: Divinidad y negación absoluta (Kami to zettai Mu; 1948), Examinando Aristóteles (Arisutoteresu ronkō; 1948); Religión, política y cultura (Shūkyō to seiji to bunka; 1949); Diversos problemas y religión de la sociedad moderna (Gendai shakai no shomondai to shūkyō; 1951); Respecto al budismo (Bukkyō ni tsuite; 1982); Nishida Kitaro: El hombre y el pensamiento (Nishida Kitarō, sono hito to shisō; 1985); El punto de vista del Zen (Zen no tachiba; 1986); Entre religión y no religión (Shūkyō a hishūkyō no aida; 1996). Sus obras escritas han sido editadas en una colección de 26 volúmenes Nishitani Keiji Chosakushū (1986-1995).